# Orangekehl-Sonnennymphe
Die Orangekehl-Sonnennymphe (Heliangelus mavors) oder manchmal nur Orangekehlnymphe ist eine Vogelart aus der Familie der Kolibris (Trochilidae). Die Art hat ein großes Verbreitungsgebiet, das etwa 13.000 Quadratkilometer in den südamerikanischen Ländern Venezuela und Kolumbien umfasst. Der Bestand wird von der IUCN als „nicht gefährdet“ (least concern) eingeschätzt.

## Merkmale
Die Orangekehl-Sonnennymphe erreicht eine Körperlänge von etwa 9,4 Zentimetern. Der gerade, schwarze Schnabel wird ca. 15 Millimeter lang. Die Oberseite des Männchens ist funkelnd grün. Der Scheitel und die Kehle leuchten goldorange. Seitlich am Kopf sowie am Nacken ist die Farbe schwarz. Unterhalb der Backen und des Nackens findet sich ein gelbbraunes Band. Postokular (hinter den Augen) hat der Kolibri einen eher unauffälligen weißen Tupfen. Der grüne Bruststreifen geht nach unten ins Gelbbraun über. Die Seiten sind fleckig grün. Der Schwanz ist bronzegrün mit blassen Sprenkeln. Das Weibchen ähnelt dem Aussehen des Männchens. Einziger Unterschied ist der gelbbraune Hals mit rötlichbraunen Flecken.

## Habitat
Man findet die Orangekehl-Sonnennymphe meist an feuchten Bergwaldrändern. So bewegt sie sich gerne in Gegenden mit Gestrüpp, Hängen mit Gebüsch und verkrüppelten Bäumen. Sie zeigt sich in Höhenlagen zwischen 2000 und 3200 Metern. Die Klimazone, in der man die Orangekehl-Sonnennymphe antreffen kann, reicht von subtropischen bis gemäßigten Zonen. In Kolumbien findet man sie bei Páramo de Pachuelo sowie in Zumbador im Norden des Departamentos Santander bis in das Departamento Boyacá. Des Weiteren kommt die Art im Süden des Bundesstaates Lara und in Táchira im Südwesten Venezuelas vor.

## Verhalten
Wenn sich die Orangekehl-Sonnennymphe auf den Ast setzt, hebt sie gerne ihre Flügel. Sie klammert sich bevorzugt zur Nahrungsaufnahme an Pflanzen und spreizt dabei ihre Flügel. Gerne pickt sie Insekten aus dem Geäst. Das Herauspicken von Insekten kann durchaus auch im Schwirrflug beobachtet werden. Die Art ist sehr territorial.

## Unterarten
Im Moment sind keine Unterarten der Orangekehl-Sonnennymphe bekannt. Die Art gilt somit als monotypisch.

## Etymologie und Forschungsgeschichte
John Gould beschrieb die Orangekehl-Sonnennymphe unter dem heutigen Namen Heliangelus mavors. Unter Hab. gab er die Kordilleren von Venezuela und Neugranada (Vorgängerstaat des heutigen Kolumbien) an. Heliangelus leitet sich von den griechischen Wörtern ἥλιος hēlios für „Sonne“ und ἄγγελος ángelos für „Engel, Bote, Gesandter“ ab. Das Artepitheton mavors stammt aus der römischen Mythologie und bedeutet Mars, Gott des Krieges.